# Калиник Креацулис
Калиник (на гръцки: Καλλίνικος, Калиникос) е гръцки духовник, митрополит на Вселенската патриаршия.

## Биография
Роден е на 1 юли 1881 година в Хиос, Османската империя, със светското име Анаргирос Креацулис (Ανάργυρος Κρεατσούλης). На 3 април 1901 година се замонашва в Новия манастир на Хиос. Същата година е ръкоположен за дякон от митрополит Нектарий Пентаполски и приема името Калиник в чест на своя роднина и наместник в Марсилия йеромонах Калиник Креацулис. Завършва Богословския факултет на Атинския университет в 1904 година. В 1906 година е ръкоположен за свещеник и става наместник в Триест. През 1913 година се завръща в Хиос поради болест. През 1914 година става преподавател във Волос. Служи като проповедник в Димитриадската, а по-късно в Коринтската епархия. През 1921 г. се завръща в Хиос, а през 1922 година отива в Цариград. Става архимандрит и е архидякон при Вселенската патриаршия.
На 10, 12 и 13 декември 1922 година Епархийският синод на Солунската митрополия заседава и дава наместничеството на епархията на йерисовския и светогорски епископ Сократ и решава да поиска от Вселенската патриаршия сливането на Йерисовската и Светогорска и на Ардамерската епископия. На 9 януари 1923 година Светият синод го приема. На 7 октомври 1924 година обаче епархията е издигната в митрополия и същия ден за митрополит е избран архидякон Калиник Креацулис. На следващия ден е хиротонисан в патриаршеския храм „Свети Георги“ от митрополит Йоаким Халкидонски в съслужение с митрополитите Амвросий Неокесарийски, Евгений Силиврийски и Йоаким Кардамилски.
Калиник подава оставка на 20 февруари 1934 година поради лошо здраве и се оттегля във Волос, а епархията е поета отново от Сократ Йерисовски.
Умира във Волос през септември 1944 година.